# Sonos (företag)
Sonos är ett amerikanskt hemelektronikföretag baserat i Santa Barbara, Kalifornien. Företaget grundades av John MacFarlane 2002 och drivs idag av Patrick Spence som VD. Sonos specialiserar sig på att tillverka trådlösa ljudanläggningar.
Sonos har genom åren samarbetat med stora musiktjänster som Pandora, iHeartRadio, Spotify och Amazon Music samt arbetat med företagen bakom de tre största röstassistenterna på marknaden: Amazon Alexa, Google Assistant och Apple Siri. Sonos samarbetar även med Ikea för att tillverka produkter med Ikeas design och Sonos ljudsystem. Produkterna är högtalare i form av lampor, bokhyllehögtalare och tavelramara som säljs under namnet symfonisk.
En intressant detalj är att namnet Sonos upp och ner också blir Sonos, vilket gör att du kan montera högtalaren upp och ner i ett väggfäste utan att det ser konstigt ut vilket är användbart i vissa lägen.

## Produkter
| Modell                                                                                          | Modellnummer | Släppt            | Stöds inte       | Ersätter           | Pris vid släpp | S2 kompatibilitet |
| ----------------------------------------------------------------------------------------------- | ------------ | ----------------- | ---------------- | ------------------ | -------------- | ----------------- |
| ZonePlayer                                                                                      | ZP100        | 27 januari 2005   | 2008             |                    | 5 000 kr       | Nej               |
| Loudspeaker                                                                                     | SP100        | mars 2005         | ( )              |                    | 1 800 kr / par | Nej               |
| Charging Cradle                                                                                 | CC100        | oktober 2005      | 2009             |                    | 500 kr         | i.u.              |
| Controller                                                                                      | CR100        | 27 januari 2005   | 2009             |                    | 4 000 kr       | Nej               |
| ZonePlayer80                                                                                    | ZP80         | januari 2006      | 2008             |                    | 3 500 kr       | Nej               |
| Connect (Gen 1)                                                                                 | ZP90         | oktober 2008      | ( )              | ZonePlayer80       | 3 500 kr       | Nej               |
| Connect:Amp (Gen 1)                                                                             | ZP120        | oktober 2008      | ( )              | ZP100              | 5 000 kr       | Nej               |
| Controller                                                                                      | CR200        | juli 2009         | 2012             | Controller (CR100) | 4 000 kr       | Nej               |
| Play:5 (Gen 1)                                                                                  |              | november 2009     | 20 november 2015 |                    | 5 000 kr       | Nej               |
| Wireless Dock                                                                                   | WD100        | 2010              | ( )              |                    | 1 300 kr       | i.u.              |
| Bridge                                                                                          |              | ( )               | ( )              |                    | 600 kr         | Nej               |
| Boost                                                                                           |              | ( )               | ( )              |                    | 1 299 kr       | Ja                |
| Play:3                                                                                          |              | 20 juli 2011      | 31 juli 2018     |                    | 3 499 kr       | Ja                |
| Sub (Gen 1)                                                                                     |              | 19 juni 2012      |                  |                    | 7 999 kr       | Ja                |
| Sub (Gen 2)                                                                                     |              |                   | 8 juni 2020      | Sub (Gen 1)        | 7 499 kr       | Ja                |
| Playbar                                                                                         |              | 12 februari 2013  | 8 juni 2020      |                    | 7 490 kr       | Ja                |
| Connect (Gen 2)                                                                                 |              | mars 2015         | ( )              | ZonePlayer90       | 4 990 kr       | Ja                |
| Connect:Amp (Gen 2)                                                                             |              | mars 2015         | ( )              | ZonePlayer120      | 5 190 kr       | Ja                |
| Play:1                                                                                          |              | 14 oktober 2013   | 24 oktober 2017  |                    | 2 149 kr       | Ja                |
| Play:5 (Gen 2)                                                                                  |              | 20 november 2015  | 8 juni 2020      | ZonePlayer S5      | 5 149 kr       | Ja                |
| Playbase                                                                                        |              | 4 april 2017      | 6 augusti 2020   |                    | 7 490 kr       | Ja                |
| One (Gen 1)                                                                                     |              | 24 oktober 2017   | ( )              | Play:1             | 2 149 kr       | Ja                |
| Beam (Gen 1)                                                                                    |              | 17 juli 2018      | ( )              |                    | 4 829 kr       | Ja                |
| One (Gen 2)                                                                                     |              | mars 2019         | ( )              | One (Gen 1)        | 2 540 kr       | Ja                |
| Amp                                                                                             |              | 5 februari 2019   | ( )              | ZonePlayer120      | 7 090 kr       | Ja                |
| In-roof                                                                                         |              | 26 februari 2019  | ( )              |                    | 6 190 kr / par | i.u.              |
| In-wall                                                                                         |              | 26 februari 2019  | ( )              |                    | 6 190 kr / par | i.u.              |
| Outdoor                                                                                         |              | 26 februari 2019  | ( )              |                    | 8 290 kr / par | i.u.              |
| SYMFONISK (Bokhyllehögtalare)                                                                   | 004.646.17   | 1 augusti 2019    | ( )              |                    | 995 kr         | Ja                |
| SYMFONISK (Bordslampa)                                                                          | 003.575.61   | 1 augusti 2019    | ( )              |                    | 1 995 kr       | Ja                |
| One SL                                                                                          |              | 12 september 2019 | ( )              | Play:1             | 2 290 kr       | Ja                |
| Port                                                                                            |              | 12 september 2019 | ( )              | ZonePlayer90       | 4 290 kr       | Ja                |
| Move                                                                                            |              | 24 september 2019 | ( )              |                    | 4 490 kr       | Ja                |
| Arc                                                                                             |              | 8 juni 2020       | ( )              | Playbar/Playbase   | 8 990 kr       | Ja (krävs)        |
| Sub (Gen 3)                                                                                     |              | 8 juni 2020       | ( )              | Sub (Gen 2)        | 7 990 kr       | Ja (krävs)        |
| Five                                                                                            |              | 8 juni 2020       | ( )              | Play:5 (Gen 2)     | 5 999 kr       | Ja (krävs)        |
| Roam                                                                                            |              | 9 mars 2021       |                  |                    | 1 999 kr       | Ja (krävs)        |
| SYMFONISK (Tavelram)                                                                            | 504.873.29   | 15 juli 2021      |                  |                    | 1 795 kr       | Ja                |
| Beam (Gen 2)                                                                                    |              | 14 september 2021 |                  | Beam (Gen 1)       | 5 349 kr       | Ja (krävs)        |
| \| Säljs inte; Stöds inte \| \| Säljs inte; Stöds fortfarande \| \| Stöds; Säljs fortfarande \| |              |                   |                  |                    |                |                   |
| Säljs inte; Stöds inte                                                                          |              |                   |                  |                    |                |                   |
| Säljs inte; Stöds fortfarande                                                                   |              |                   |                  |                    |                |                   |
| Stöds; Säljs fortfarande                                                                        |              |                   |                  |                    |                |                   |

1. ↑  Ursprungligen kallad ZonePlayer90
2. ↑  Ursprungligen kallad ZonePlayer120
3. ↑  Ursprungligen kallad ZonePlayer S5
4. ↑  Begränsat exemplar